# Nikita Aleksandrovitj af Rusland
Prins Nikita Aleksandrovitj af Rusland (russisk: Никита Александрович Романов; tr. Nikita Aleksandrovitj Romanov) (17. januar 1900 – 12. september 1974) var en russisk prins fra Huset Romanov. Han var det fjerdeældste barn af storfyrst Aleksandr Mikhailovitj af Rusland og hans hustru storfyrstinde Ksenija Aleksandrovna af Rusland.

## Biografi
Prins Nikita Aleksandrovitj blev født den 17. januar 1900 i forældrenes residens ved Mojkaen i Sankt Petersborg i Det Russiske Kejserrige. Han var det fjerde barn og tredje søn af storfyrst Aleksandr Mikhailovitj af Rusland og hans hustru storfyrstinde Ksenija Aleksandrovna af Rusland. Gennem sin far var han dermed medlem af Huset Romanov, barnebarn af Storfyrst Mikhail Nikolajevitj af Rusland og oldebarn af Kejser Nikolaj 1. af Rusland. Gennem sin mor var han barnebarn af Kejser Aleksandr 3. af Rusland og oldebarn af Kong Christian 9. af Danmark. Som oldebarn af en russisk kejser havde han titel af prins og prædikat af højhed.
Prins Nikita giftede sig den 19. februar 1922 i Paris i et morganatisk ægteskab med grevinde Maria Vorontsova-Dashkova, der var datter af greve Hilarion Vorontsov Illarionovitj-Dashkov og Irina Naryshkina. De fik to sønner, Fyrst Nikita Nikititj Romanov og Fyrst Aleksandr Nikititj Romanov. Prins Nikita døde 74 år gammel den 12. september 1974 i Cannes i Frankrig.

## Eksterne links
- Wikimedia Commons har flere filer relateret til Nikita Aleksandrovitj af Rusland